# Орлов, Алексей Петрович
Алексей Петрович Орлов — российский генерал-майор, командир лейб-гвардии Казачьего Его Величества полка.

## Биография
Родился в 1761 году в Черкасске Черкасского сыскного начальства земли Войска Донского. Его братья:
- Василий Петрович Орлов — генерал от кавалерии, войсковой атаман Донского казачьего войска.
- Михаил Петрович Орлов — подполковник.

Начал службу в 1774 году в рядах Войска Донского простым казаком. 2 мая 1775 года произведён в сотники, находился на Кубани на кордонах в отряде бригадира Бринка. С 20 декабря 1777 года был есаулом в Лейб-казачьей придворной команде. С 30 июня 1782 года служил в Крыму и на Кубани поручиком в полку Иловайского, участвовал в усмирении татарских бунтов. 24 декабря 1783 года произведён в казачьи полковники, а 28 августа 1788 года зачислен премьер-майором по армии.
В 1789 году сформировал Бугский казачий полк, за что был награждён орденом св. Владимира 4-й степени, с 28 февраля 1790 года был подполковником в этом полку.
Принимал участие в русско-турецкой войне 1787—1792 годов.
В 1788 году находился при осаде Очакова; в августе того же года был в бою при Хаджибее, а затем проводил разведку низовий Днестра, а в октябре был под Бендерами у деревни Парканы, «где разбита им неприятельская застава, взяты в плен 1 чиновник и довольно турок». 18 июля 1789 года отличился в бою под Бендерами, «при коем взяты турецкие чиновники, немалое число турок и два неприятельских знамени». В августе вновь сражался под Бендерами, «где под ним убиты две лошади»; в августе был под Каушанами «в сильном с неприятелем сражении». В октябре 1790 сражался под Килией.
25 марта 1791 года за отличия, оказанные при штурме Измаила (где им было захвачено 5 знамён, взяты в плен 4 чиновника и 90
человек рядовых «и довольно убито»), был награждён орденом св. Георгия 4-й степени (№ 818 по кавалерскому списку Григоровича — Степанова и № 431 по списку Судравского). В этом сражении он был ранен в левую руку и правую ногу.
Далее А. П. Орлов служил в Вознесенском казачьем полку, находился в Польше и прикрывал российскую границу от польских повстанцев. С 1794 года вновь служил на юго-западных границах Российской империи.
27 октября 1798 года произведён в генерал-майоры. 10 марта 1799 года был назначен командующим лейб-гвардии Казачьим полком, а с мая того же года формально командовал 3-м эскадроном полка. Вскоре ему было приказано с первыми двумя эскадронами отправиться в Лифляндию для соединения с отрядом генерала Эссена.
30 декабря 1802 года (то есть в 41-летнем возрасте) А. П. Орлов «по старости лет» сдал командование полком полковнику П. А. Чернозубову и вышел в отставку (по другим данным в отставку вышел в 1804 году). В отставке проживал в своих многочисленных имениях на Дону, в Херсонской и Киевской губерниях. В 1807—1808 годах занимался формированием 2-й бригады Киевского земского войска, в 1808 году участвовал в подавлении восстания нижних чинов 3-й бригады Киевской подвижной милиции.
По завещанию шефа Елисаветградского гусарского полка А. М. Всеволожского (1769—1813) был (вместе с тестем генерала Ф. О. Бартолоцци) назначен опекуном его малолетних детей; в 1820—1830 г.г. привлекался к суду за злоупотребления и «растрату сиротского имения».
А. П. Орлов был женат на помещице Елисаветградского уезда Херсонской губернии Наталье Красностаковой.
Скончался 10 сентября 1837 года в возрасте 76 лет. Похоронен недалеко от своего имения села Матусов Киевской губернии в Лебединском Свято-Николаевском монастыре.
Среди прочих наград Орлов имел ордена св. Георгий 4-й степени, св. Анны 2-й степени с алмазами, св. Владимира 4-й степени и св. Иоанна Иерусалимского, а также медали «Земскому войску» и бронзовую «В память Отечественной войны 1812 года» на владимирской ленте.

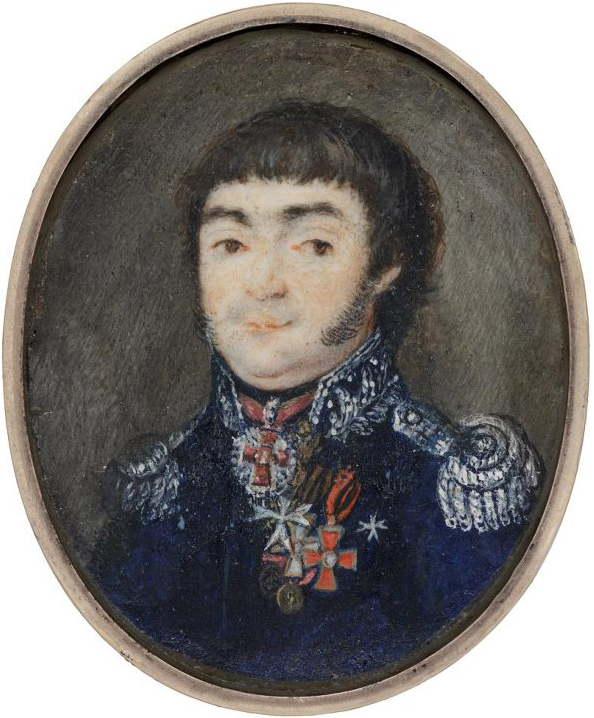
Портрет А. П. Орлова из Останкино

Известны два портрета А. П. Орлова. Один из них находится в собрании Государственного Эрмитажа (холст, масло; 69 × 56,5 см; инвентарный № ЭРЖ-137). Другой портрет в 2000-е годы был в частной коллекции и впоследствии оказался в собрании музея-усадьбы Останкино (кость, акварель, гуашь; 5,0 × 4,4 см; середина 1810-х годов; инвентарный № Р-347, ошибочно атрибутирован как портрет Андрея Петровича Орлова).
В Российском государственном военно-историческом архиве хранится значительный массив документов, связанных с А. П. Орловым, составляющий отдельный фонд.